# Lecythidales
Lecythidales é o nome botânico de uma ordem. O nome foi usado no sistema Cronquist para uma ordem colocada na subclasse Dilleniidae.
A ordem incluía apenas a família Lecythidaceae, família essa que agora, no sistema APG II é colocada na ordem Ericales.